# Cyathea gigantea
Cyathea gigantea là một loài thực vật có mạch trong họ Cyatheaceae. Loài này được (Wall. ex Hook.) Holttum mô tả khoa học đầu tiên năm 1935.